# Yeon Je-woon
Đây là một tên người Triều Tiên, họ là Yeon.
Yeon Je-woon (tiếng Hàn: 연제운; sinh ngày 28 tháng 8 năm 1994) là một cầu thủ bóng đá Hàn Quốc thi đấu ở vị trí tiền đạo cho Seongnam FC.

## Sự nghiệp
Jo Ju-young gia nhập Seongnam FC vào tháng 1 năm 2016. Anh ra mắt lần đầu tiên cho Seongnam trong trận đấu trước Jeonbuk ngày 12 tháng 6. Anh có bàn thắng đầu tiên trong trận đấu với Sangju ngày 10 tháng 7.